# Annika Granström
Annika Granström, född 24 mars 1971 är en svensk beachvolley- och volleybollspelare.
Hon spelade 78 landskamper med Sveriges damlandslag i volleyboll. På klubbnivå har hon spelat med Kolbäcks VK, Sollentuna VK och KFUM Örebro. Hon vann ett SM-guld med Sollentuna 1994/1995 och fem SM-guld med KFUM Örebro under hennes tid där.
Hon har spelat beachvolley med först Jessica Enberg (1998) och senare Angelica Ljungqvist (2002 och 2003). Med Ljungqvist vann hon SM 2002 och 2003 samt deltog i EM 2002 och VM 2003.